# Камерон, Джулия Маргарет
Джулия Маргарет Камерон (англ. Julia Margaret Cameron, 11 июня 1815, Калькутта — 26 января 1879, Цейлон) — английский фотограф викторианской эпохи. Одна из представителей фотографического пикториализма в Великобритании.

## Биография
Джулия Маргарет Камерон родилась в Индии, юность провела во Франции. Дочь чиновника Ост-Индской компании Джеймса Пэттла и французской аристократки Аделины де Л’Этан. Её внучатая племянница — Вирджиния Вулф. Около 10-ти лет прожила в Лондоне. В 1860 поселилась на острове Уайт.
В 1863 году Камерон получила свой первый фотоаппарат в подарок от дочери, её карьера фотографа продлилась всего одиннадцать лет — с 1864 по 1875 год. Она самостоятельно освоила технику фотографирования на коллодиевые пластины и проявление снимков.

## Творчество
Впервые взяла в руки фотоаппарат в возрасте 48 лет. Фотографировала великих людей викторианской эпохи. Среди них — исполнительница шекспировских ролей Эллен Терри, Теннисон (Камерон иллюстрировала фотографиями книгу его поэм Королевские идиллии), Дарвин, Браунинг, Лонгфелло, сэр Джон Гершель, Джордж Фредерик Уотс, Энтони Троллоп, Томас Карлейль.
 Испытала значительное влияние творчества Клементины Гаварден.
За 11 лет она создала более 900 снимков. В конце своей жизни жила на Шри-Ланке. Переехав к своему мужу Чарльзу, который владел плантациями кофе. Там же, на Шри-Ланке, жили оба их сына. Камерон пыталась заниматься фотографией, но на острове не было нужных реактивов и чистой воды, и после безуспешных попыток она постепенно бросила фотографию.

## Влияние и основные темы

#### Влияние
Среди мастеров, оказавших влияние на работы Джулии Маргарет Камерон, называют Рафаэля, Рембрандта, Тициана, а также художников прерафаэлитов, с которыми Камерон была знакома и чьи взгляды разделяла.
Камерон считают одним из наиболее важных представителей пикториализма — течения в фотографии XIX века, связанного с воспроизведением живописных изобразительных принципов в фотографии.

#### Портреты
Значительная часть произведений Камерон — это портреты. Условно эту группу можно разделить на две большие категории: портреты современников и аллегорические изображения, часто связанные с литературными или мифологическими персонажами. Среди современников её героями были Чарльз Дарвин, Альфред Теннисон, Генри Лонгфелло, Алиса Лиддел, Элен Терри, Джулия Джексон и др.

#### Литературные и религиозные аллегории
Аллегорические изображения, созданные Джулией Маргарет Камерон, были, в основном, посвящены религиозным и литературным сюжетам Самой распространенной религиозной темой было изображение Девы Марии, роль которой исполняла экономка Мэри Хиллер.
Среди литературных сюжетов предпочтение было отдано произведениям Уильяма Шекспира, Альфреда Теннисона, Кристины Росетти и Джорджа Элиота.

#### Королевские идиллии
В 1874 году Альфред Теннисон предложил Джулии Маргарет Камерон создать фотоиллюстрации для своего цикла поэм о короле Артуре Камерон приняла предложение с энтузиазмом и в последующие месяцы создала около 250 снимков, из которых для дальнейшей публикации она выбрала 12 изображений. После того, как в книге Теннисона были опубликованы только 3 фотографии, она издала отдельный альбом иллюстраций, который потерпел коммерческую неудачу.